# Totti Bergh
Theodor Christian Frølich «Totti» Bergh (5. december 1935 i Oslo – 4. januar 2012) var en norsk jazzmusiker (saxofon), kendt for sit arbejde som orkesterleder og udgivelse af jazzplader.
Efter at have lært klarinet gik han over til saksofon i 1952 og spillede flere gange i en
Amerikabåt. Han var med på besætningen til til Einar Schanke (1955-56), Kjell Karlsen (1956-64), Rowland Greenberg (1960-64, 1974-81), Per Borthen (1966-). Senere spillede han for Laila Dalseths orkestre. Senere spillede Bergh sopransax i Christiania Jazzband (fra 1990) og i Christiania 12 (fra 1992).
Han har udgivet flere plader på Gemini Records og lignende steder, der også havde de verdenskendte Lester Young og Dexter Gordon. Hans storebror var jazzjournalisten Johs. Bergh (1932-2001).

## Meritter
- Gammleng-prisen (1994),
- Oslo bys kulturstipend (1995),
- Ella-prisen 1997
- Buddyprisen (1999).

## Udgivelser
- Tenor madness (Gemini Records, 1986). Med Al Cohn
- I hear a rhapsody (1988). Med Per Husby/Egil Kapstad ved flygelet, Ole Jacob Hansen /Egil Johansen (1934-1998) på trommer og Terje Venaas bass
- Major blues (1991). Egen kvintett i optaget fra Oslo Jazzfestival Med George Masso trombone, Major Holley bass, Egil Kapstad piano og Pelle Hultén trommer
- On the trail (1993). Med Plas Johnson
- Remember (1995)
- Warm valley (1996).
- Night bird (1998). Med Harry Allen og George Masso